# Franco Ricordi
(Franco Ricordi, "Shakespeare filosofo dell'essere")
Franco Ricordi (Milano, 31 gennaio 1958) è un filosofo, attore, regista, direttore artistico e saggista italiano di teatro.

## Biografia
Franco Ricordi nasce a Milano, figlio di Ferruccio Merk Ricordi, in arte Teddy Reno e della sua prima moglie, la produttrice e distributrice cinematografica Vania Traxler-Protti. Studia e si laurea in filosofia nel 1983, all'Universita La Sapienza di Roma; quindi si specializza a Napoli sull'ermeneutica con Hans Georg Gadamer.

## Teatro
Ha debuttato, nel 1978, con Luca Ronconi, con il quale ha lavorato nei primi anni della carriera. È stato poi attore con Paolo Stoppa, Gabriele Lavia, Eduardo De Filippo. Ha iniziato, in concomitanza con gli studi, la carriera registica che lo ha visto spesso anche interprete nei propri allestimenti. Questi sono stati salutati sempre da un forte e caloroso successo di critica e pubblico; in particolare si è dedicato a Shakespeare, alla drammaturgia antica, al teatro tedesco dell'età romantica, ma anche e costantemente ai contemporanei introducendo in Italia autori come Éric Rohmer, Jürg Amann, Lars Norén.
Si ricordano Medea e Fedra di Seneca (1986-1988), Trio in mi bemolle di Rohmer e Dopo la festa di Jürg Amann (1989-1992), Anfitrione di Heinrich von Kleist e Don Giovanni e Faust di Christian Dietrich Grabbe (1991-1993), Canti nel deserto e Gli inganni dell'infinito di Giacomo Leopardi (1987-1998), Le ceneri di Roma e Orgia di Pier Paolo Pasolini (1992-1996), Creditori di August Strindberg e Demoni di Lars Norén (1994-1998), Romeo e Giulietta, Macbeth e Amleto di Shakespeare (1995-1999-2001), Lame e Nerone di Giuseppe Manfridi (2000-2002).
Ha pubblicato due libri, per la Bulzoni Editore, su Leopardi, Shakespeare, Schiller e il concetto di teatralità: Lo spettacolo del nulla (1998) e Essere e libertà (2002). Nel 2008 ha pubblicato, per la Casa Editrice Gremese, "Le mani sulla cultura": una denuncia assai netta dell'egemonia storica della Sinistra sulle arti del XX secolo, che si ravvisa in modo particolare nel "Teatro politico" del Novecento.
Nel marzo 2003 è stato nominato Direttore del Teatro Stabile d'Abruzzo, con sede a L'Aquila; inaugurando il nuovo corso di questo importante Teatro ha diretto e interpretato Edipo Re di Sofocle (2004) e Anfitrione di Kleist (2005), e insieme dedicato vari incontri al Teatro di Poesia.
Nel dicembre 2010 è stato nominato Consigliere di amministrazione del Teatro di Roma.

## Progetti filosofici e saggistici
Dal 2009 è collaboratore del quotidiano Liberal, per le cui edizioni ha pubblicato il saggio "Ideologia di Amleto". Nel 2011 pubblica "Shakespeare filosofo dell'essere" (Mimesis edizioni), con prefazione di Emanuele Severino, ultimo dei cinque saggi che si riassumono nella tematica di una nuova “Filosofia del dramma”; questo saggio rappresenta il primo grande progetto di Ricordi dedicato al rapporto fra drammaturgia ed esistenzialismo.
Nel gennaio 2013 pubblica il breve saggio "Filosofia del bacio", e nell'ottobre dello stesso anno è uscito il suo libro "Pasolini filosofo della libertà". Nel 2015 ha pubblicato il suo scritto teoretico più rilevante, "L'essere per l'amore". 

### Dante per Roma e nel mondo
Sempre nel 2015 ha dato inizio ad un grande progetto su Dante, a livello filosofico-saggistico ma anche teatrale e comunicativo, che vorrà sostenere fino al 2021, nel 7º centenario della morte del Poeta. Inizia quindi nell'estate 2016 con la rassegna "Dante per Roma", con la lettura in luoghi significativi della "Città Eterna" (Mausoleo di Cecilia Metella, Arco di Giano, Terme di Caracalla e Terme di Diocleziano) di sette Canti dell'Inferno, con la supervisione del Professor Giulio Ferroni.  La stessa estate viene realizzato un primo documentario per Rai5, dedicato al primo ciclo di letture. La rassegna si chiude a Luglio 2018 con la lettura di sette Canti del Paradiso, ricevendo il plauso della critica e grande riscontro dal pubblico. 
Nell'inverno dello stesso anno Ricordi propone la rassegna anche all'estero in collaborazione con gli Istituti Italiani di Cultura locali: a partire dalla Polonia e della Germania, le letture proseguono con successo a Parigi e in tutta la Francia, per arrivare nei primi mesi del 2019 in Russia e, al di fuori dell'Europa, in Algeria e Tunisia. In occasione della lettura di Mosca, Ricordi presenta il suo primo volume sulla Filosofia della Commedia di Dante, dedicato alla cantica dell'Inferno. La tournée estera prosegue in Sud e Centro America, da Buenos Aires e Cordoba a Lima, Bogotà al Guatemala, e nel maggio 2020 esce il secondo volume dell'opera suddetta, sul Purgatorio. Tra il luglio e il settembre 2020, anche a seguito della cancellazione della stagione lirica del Teatro dell'Opera di Roma, Ricordi interpreta l'intera Commedia dantesca in 21 serate (7 per ogni cantica) presso le Terme di Caracalla, ottenendo uno straordinario successo e un "tutto esaurito" per ogni recita . Nel 2021 esce il terzo volume dell'opera suddetta, sul Paradiso, e Ricordi raggiunge le principali regioni e città dantesche, tra cui Gubbio, Bologna e Firenze, e da qui nascerà il primo film che abbia illustrato tutte e 3 le Cantiche della Commedia, prodotto da "Magnitudo", per la regia della giovane Roberta Borgonovo, "DANTE - La Commedia Divina", uscito nel 2023. Continua e si incrementa sempre più la tournée all'estero, nella quale Ricordi raggiunge 22 Nazioni per più di 30 Città, tra cui Kiev, Londra, Bruxelles, Amsterdam, Stoccarda, Oslo, Budapest, Zurigo, Vilnius. La grande tournée arriva nell'anno 2024 in ASIA: Kazakistan (Almaty), Cina (Pechino e Tientsin), India (Mumbay e Nuova Delhi). Sempre nel 2024, tra il 1° e il 4 luglio, Ricordi inaugura la solenne rappresentazione "La Commedia di Dante per San Pietro", che continuerà nell'estate 2025 per il Giubileo.   

## Pubblicazioni
- Lo spettacolo del nulla (1998), Bulzoni editore
- Essere e libertà (2002), Bulzoni editore
- Le mani sulla cultura (2008), Gremese
- Ideologia di Amleto (2010), Liberal edizioni
- Shakespeare filosofo dell'essere, Milano, Mimesis Edizioni, (2011).
- Filosofia del bacio, Mimesis Edizioni, (2013)
- Pasolini filosofo della libertà, Mimesis Edizioni, (2013)
- L'essere per l'amore, Mimesis Edizioni, (2015)
- Il grande teatro shakespeariano, libro + CD con Elisabetta Pozzi,  Mimesis Edizioni, 2016
- Filosofia della Commedia di Dante. Volume I - Inferno. Mimesis Edizioni, 2019

- Filosofia della Commedia di Dante" Volume II - Purgatorio.  Mimesis Edizioni, 2020
- Filosofia della Commedia di Dante" Volume III - Paradiso.  Mimesis Edizioni, 2021
- Filosofia del Cuore, Mimesis edizioni, 2023